# ماريان إيرمان
كانت ماريان إيرمان (بالألمانية: Marianne Ehrmann)، المولودة باسم ماريان برينتانو-كورتيو، والمسماة أيضاً بماريان إيرمان-برينتانو والسيدة شتيرنهايم (25 تشرين الثاني / نوفمبر عام 1755 وحتى 14 آب / أغسطس عام 1795)، إحدى أولى الروائيات، والناشرات والصحفيات النساء في البلدان المتحدثة بالألمانية.

## حياتها ومهنتها

### حياتها المبكرة
وُلدت ماريان إيرمان في رابرسفيل في كانتون سانت غالن في سويسرا، وكانت ابنة لسيباستيانا أنتونيا كورتي والتاجر فرانتس زافر بريناتو، وكان لها تسعة أخوة، توفيت أمها في الـ 22 من نيسان/ أبريل عام 1770، وانتقل أبوها بعد ذلك بسنتين أو ثلاث سنوات مع أطفاله لفورتساخ جنوبي ألمانيا، ومن ثم توفي في عام 1775، وتلته بعد فترة قصيرة أختها الوحيدة المتبقية، فانتقلت ماريان برينتانو للعيش مع عمها دومينيك فون برينتانو، والذي كان كاهناً وقسيساً في دير كيمبتن الملكي، ودعم ماريان في سنواتها التالية عندما عملت كمربية في بيوت الأرستقراطيين.

### سنوات التعلم
تزوجت ماريان برينتانو حوالي عام 1777 من ضابط مجهول الاسم، لكنهما تطلقا عام 1779، لمقامرته بكل ما امتلكا من مال ولسلوكه العنيف، ومن ثم هرب من العقاب، تاركاً ماريان مديونة، ومدمرة مادياً وجسدياً ومعنوياً بعد سنتين من الزواج، ففقدت عقلها ووُضعت تحت الحراسة لشهور، ولكنها تعافت بمساعدة عمها، وبعد حوالي ثلاث سنوات، انتقلت إلى فيينا، حيث عملت كمربية دون أن تحقق نجاحاً في ذلك، ومن ثم انضمت لفرقة من الممثلين، واعتلت المسرح لعدد من السنوات تحت اسم السيدة شتيرنهايم.
جالت ماريان برينتانو النمسا، وفرنسا، وألمانيا، وهولندا، وسويراـ حتى هنغاريا وترانسلفانيا، برفقة شركات مسرحية متعددة، من بينها فرقة سيمون فريديريك كوبرفاين في ستراتسبورغ.
نُشر أول كتابين لها؛ «ساعات خمول سيدة»، و«من منظور مراقب» بهوية مجهولة، وقد أثار الثاني ضجة لا بأس بها، وأثناء إقامة الفرقة في ستراتسبورغ، تعرّفت ماريان على تيوفيل فريدريك إيرمان، وكان محامياً قد حصل على شهادة الدكتوراه للتو، ونظراً لمعارضة أبويه، ترتّب عليهما أن يتزوجا سراً عام 1785، واستمر زوجها الذي يصغرها بسبع سنوات بالعيش مع أهله، واكتفيا باللقاء مساءً حتى عام 1786، حين تصالحا مع الأبوين إيرمان.
نشرت ماريان تحت الاسم الزائف ماريا أنا أنتونيا شتيرنهايم العرض المسرحي «الطيش والقلب الطيب أو عواقب التعليم»، وأعطى تشارلز دوق فورتمبيرغ وزوجته فرانتسيسكا تيوفيل فريدريك إيرمان وعداً بتعيينها أستاذاً في كلية تشارلز، ولكنهما أخلفا بوعدهما، فانتقل الزوجان إيرمان لشتوتغارت عام 1788، وعندها أصبحت ماريان محررة مشاركة في دورية «المراقب»، التي نشرها زوجها.

### صحفية، وناشرة وكاتبة
أصبحت ماريان إيرمان إحدى أوائل الروائيات والناشرات النساء في البلدان المتحدثة بالألمانية، فنشرت حوالي عام 1780 مسرحية «الطيش والقلب الطيب أو عواقب التعليم» تحت اسم السيدة شتيرنهايم، وبدأت في عام 1787 الكتابة لصالح «صحيفة النساء» التي نشرها زوجها أيضاً، بالإضافة للرواية الرسائلية «أمالي ومينا».
كما عملت في دورية المراقب الأسبوعية التي نشرها زوجها منذ آب / أغسطس عام 1788، وكان نجاحها الأدبي الأول في عام 1784 من خلال رواية «فلسفة زوجات» وتبعتها عام 1788 الرواية الرسائلية «أمالي: قصة حقيقية ضمن رسائل»، وكانت عبارة عن سيرتها الذاتية.
أصدرت ماريان منذ عام 1790 وحتى 1792 المجلة النسائية الشهرية «ساعات عطلة أمالي»، ولأن النشر الذاتي لم يكن ليفضي لنجاح المجلة، اتفقت ماريان وزوجها على أن يتولى الناشر يوهان فردريك كوتا زمام الأمور، ولكن طرأت في عام 1793 نزاعات لا تقبل المساومة معه، فأسس كوتا دورية «فلورا» مع قاعدة من المشتركين، بينما تابعت ماريان بمجلة «المرأة الناسكة في جبال الألب»، والتي كتبت معظم المقالات فيها أيضاً، وكانت هذه المجلة -التي نشرتها شركة أوريل فوسلي في زوريخ- الأولى من نوعها التي حررتها نساء في سويسرا، ولكن وفاة ماريان المبكرة قد حالت دون المتابعة بالمزيد من الإصدارات.

### ساعات عطلة أمالي
كانت «ساعات عطلة أمالي» أول مجلة تصدر لنساء، وقد نشرتها ماريان إيرمان ذاتياً كل شهر تحت اسمها الحقيقي، فبعثت بملاحظات مسبقة للمعارف، والأصدقاء والرعاة المحتملين ليساعدوا في التوزيع، وقد أدت الإصدارات الستة الأولى لزيادة عدد المشتركين، ورغم تمكن ماريان فعلاً من دفع جميع الديون المترتبة عن النشر الذاتي، ولكن الخطوة بشكل عام كانت عبارة عن كارثة مادية، لذلك بدأت ماريان وزوجها في كانون الثاني/ يناير عام 1791 بالتعاون مع دار نشر في توبنغن، والتفتت ماريان لتركز على العمل الصحفي.
وبالفعل كانت المجلة ناجحة للغاية، إذ اعتُبر توزيع حوالي 1000 نسخة عالياً نسبياً بالنسبة لدورية معنية بقضايا النساء، وكانت تستهدف القراء من الطبقة المتوسطة العليا لدعم الوضع الاجتماعي للنساء، وألحت على تعبير القراء عن آرائهم الخاصة.
خلال العام الثاني للمجلة، أصبحت العديد من محتويات المجلة مبتذلة، ربما بفعل الرقابة والناشر بحد ذاته، وجرى استبدال مساهمات ماريان وتيوفين إيرمان جزئياً بمساهمات طرف ثالث، وفي العام الثالث أصبحت المجلة أكثر سوقية وسطحية، ما تناقض تماماً مع متطلبات ماريان، إذ حوّرها الناشر كوتا لتلائم القيم الاجتماعية المعاصرة، فاستقال الزوجان إيرمان، وهنا أصبح كوتا ينشر المجلة باسمها الجديد «فلورا».

### المرأة الناسكة في جبال الألب
في ربيع عام 1792، مكّنت دار النشر أوريل، وغيسينر، وفيسلي، وسي في زوريخ مارين إيرمان من متابعة عملها كناشرة، فكان الإصدار الأول من المرأة الناسكة في جبال الألب في كانون الأول/ ديسمبر من العام ذاته، وكان على ماريان أن تحصد قرّاءً جددًا، فأعلم الزوجان المشتركين السابقين بمجلتهما الجديدة، وقد حسّن التعاون مع دار النشر هذه من الوضع التجاري لماريان، وعندما طرأت مشاكل بين الناشر وزوجها، أراد الناشر الإفصاح عن هذا التعاون، ولكنه امتنع عن ذلك احتراماً لماريان، ولكي تتمكن من متابعة هذه المجلة.
وقد تشابهت المرأة الناسكة في جبال الألب كثيراً مع الإصدار الأول من مجلتها الأولى، فنشرت أيضاً قصصاً حقيقية وروايات متسلسلة، في المقابل ساهم تيوفيل إيرمان قليلاً في الكتابة، لكنه تولى تصحيح المقالات، واحتكرت ماريان نسخات المجلة، لذا أخّر مرضها من نشر الدورية، واحتوى أول مؤلَّفين على مساهمات أشخاص آخرين بنسبة 70%، علاوة على تأخرهما، وفي بدايات حزيران/ يونيو عام 1795 اكتمل الإصدار الأخير للدورية، وفكرّت ماريان إيرمان، التي كانت قد ابتليت بسنوات من المرض، أن توقف مساهمتها فيها.

### وفاتها وآثارها
توفيت ماريان إيرمان برينتانو في 14 آب / أغسطس عام 1795 في شتوتغارت جراء التهاب رئوي، وكان عمرها 39 عاماً، ونُشرت كتاباتها «ساعات احتفال أمالي» بعد ذلك في عام 1796، ورغم أن حلم ماريان باستقلال الأنثى وأملها بتأسيس منشورات نسائية تقدمية مستدامة لم يتحققا خلال السنوات المئة التالية، اعتبرها كل من عاصرها فيلسوفة عصر التنوير.